# أحمد أحمد العنسي
القاضي أحمد بن أحمد بن محمد بن حسن بن سعيد بن عبد الله بن محمد بن أحمد العنسي هو أحد علماء اليمن وكان مفتي ذمار ومرجعها.
وهو أحد احفاد القاضي سعيد بن عبد الله العنسي، والقاضي احمد بن صالح العنسي. وينتمي إلى أسرة امتهنت القضاء والافتاء في اليمن لعصور من الزمن.

## تاريخه
ولد في ذمار عام 1243 هـ الموافق 1827 م، ونشأ بها ودرس على مشائخها وبرع في الفقة والأصول واللغة، وسائر العلوم، ودّرس في المدرسة الشمسية بذمار. كتب عنه القاضي إسماعيل الاكوع في كتابه المدارس الإسلامية في اليمن فقال : مفتي ذمار كان عالماً محققاً في الفقة وله مشاركة قوية في غير ذلك، انتفع به كثير من اللعلماء وطلاب العلم.
وكان صاحب علم غزير، وهو الذي كان يسمى من عامة أهل ذمار بـ «غرارةِ العلم»، وفي ذلك دلالة على كثرة علمه وسعة معارفه.

## مدرسيه
تعلم القاضي أحمد على يد جمع من العلماء منهم :تعلم في ذمار على يد العلامة الحسن بن عبد الوهاب بن الحسين بن يحيى الديلمي، والقاضي علي بن محمد الشجني والفقية أحمد بن علي قطران.
ثم ارتحل إلى صنعاء وأخذ بها عن العلامة أحمد بن زيد الكبسي والقاضي أحمد بن عبد الرحمن المجاهد.

## دخول أحمد فيضي إلى ذمار
عندما دخل أحمد فيضي (الوالي التركي في اليمن) إلى ذمار كتب القاضي أحمد للإمام المنصور في 1309 هـ الموافق حوالي 1891 ميلادي ابيات شعرية يذكر فيها ما جرى من الأتراك بمدينة ذمار وفرار اهلها إلى بلاد خبان، ويذكر قبائل حاشد وبكيل بأيامهم الماضية. ومن القصيدة قوله :
فرد على لسان الإمام المنصور محمد بن يحيى حميد الدين القاضي الحسين بن أحمد العرشي بقصيدة مطلعها :
ومنها:

## تقسيم الورث بين المقادشة
كان القاضي أحمد قاضياً زاهد يضرب به المثل في العفاف ،فانه إذا تولى قسمة تركة بين ورثة أخذ اليسير من الأجرة وأرجع البقية منها لأهل التركة. وقد عرض عليه اهالي ذمار تولي اوقاف ذمار فرفض ذلك عفة منه وخوفاً ان يفتتن بها ابنائه من بعده.
وعندما دب الخلاف بين المقادشة لتقسيم الميراث، ذهب القاضي أحمد لحل الخلاف واستطاع ان يحل الخلاف بشق الأنفس، وبذلك درٌ لفتنة وحرب كادت ان تنشب بين المقادشة، ولذلك نظمت الشاعرة غزال المقدشية قصيدها المشهورة ومنها ما يلي:

## وفاته
توفي القاضي أحمد بن أحمد العنسي في ربيع الأول سنة 1315 هـ الموافق 1897 م.